# らくらく!大人倶楽部
『らくらく!大人倶楽部』（らくらく おとなくらぶ）は、BS日テレで2012年4月7日から2013年3月23日まで放送された情報バラエティ番組である。

## 概要
「行動派のシニア世代に向けて」と銘打ち、60歳代を中心とした層を対象とした情報バラエティ番組である。
マイスタジオからの生放送となっており、OPとEDでは表の広場で見学者を入れている。

## コーナー
- サタ6ライブ：中継コーナー
- レッツ・ビギン!：毎回のゲストが様々なジャンルに初挑戦するメインコーナー。「シニア世代の新しい事へのチャレンジ」がコンセプトとなっている。
- ウィッキーさんのイブニング英会話：かつての「ズームイン!!朝!」の名物コーナー「ウィッキーさんのワンポイント英会話」の復活版。往年と同じく、中継先でウィッキーさんが通りかかった一般人と英会話を行うコーナー。
- 大人ステキ：CM入り前のミニコーナー。一般人が「自分の周りの、ステキな生き方のシニア」を語る街角インタビュー。

## 出演者
- 榊原郁恵
- 木原実
- 宇井愛美
- アントン・ウィッキー
- 脇田美代

## スタッフ
- 構成：川崎良
- リサーチ：ワンバイワン・プラス
- ディレクター：上野真二、大川剛史、青木友広、蔵光直吉　ほか
- 総合演出：碓田千加志
- プロデューサー：栖川一郎、眞山香織、渥美光三
- 制作協力：コスモ・スペース
- 制作著作：BS日テレ